# Cap Vilano

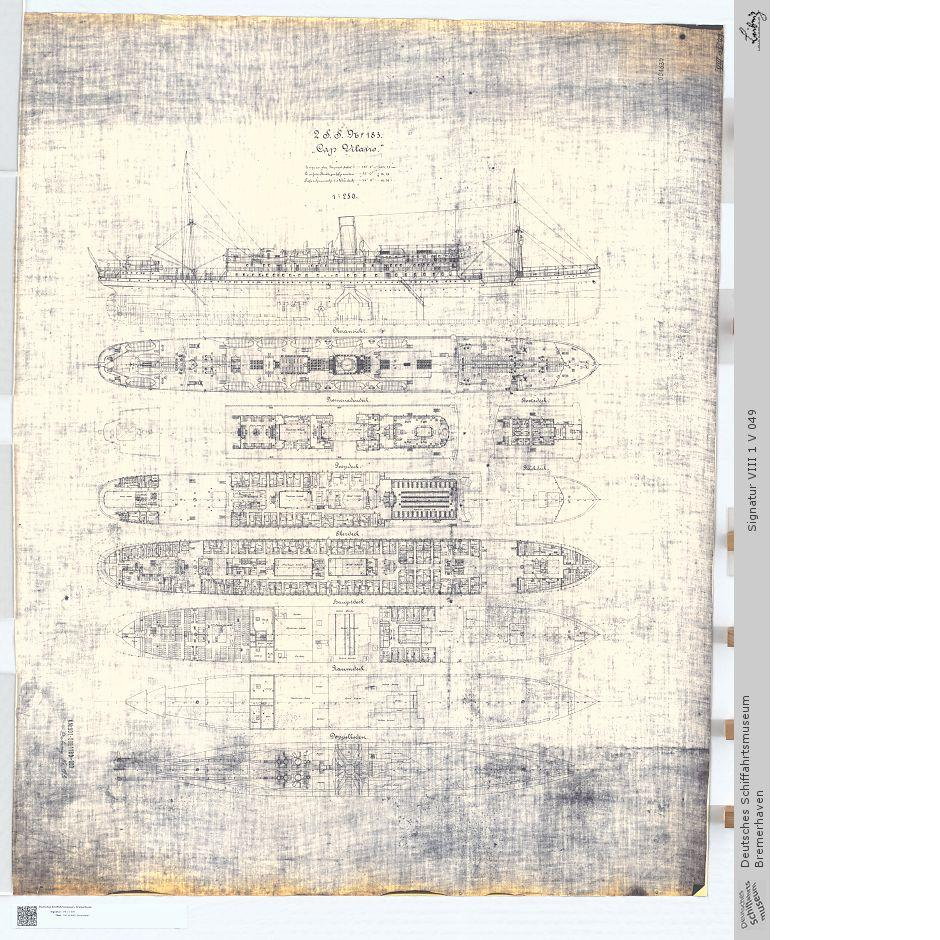
Digitalisiert für das Projekt DigiPEER: Generalplan der Cap Vilano

Die Cap Vilano wurde 1906 als Linien-Passagierschiff für die Hamburg Südamerikanische Dampfschifffahrts-Gesellschaft (HSDG) gebaut und war das erste von vieren eines Schiffstypes für den seit 1901 gemeinsamen Liniendienst mit der Hapag nach Südamerika. Beide Reedereien setzten je zwei Schiffe dieses Typs ein.
Von 1924 bis 1939 wurde sie von der französischen Messageries Maritimes als Postdampfer Général Metzinger auf verschiedenen Linien. Nach Ausbruch des Zweiten Weltkriegs als Truppentransporter herangezogen, wurde das ehemalige Passagierschiff der Hamburg-Süd 1940 vor Le Havre durch deutsche Bomber versenkt.

## Geschichte
Die Cap Vilano, benannt nach dem Kap Vilán an der Costa da Morte in der Provinz A Coruña von Spanien, wurde als erstes Schiff des Typs bei Blohm & Voss für die Hamburg Süd gebaut. Sie war für 200 Passagiere der I. Klasse, 98 der III. Klasse und 302 Zwischendeckspassagiere eingerichtet. Sie wurde am 7. April 1906 vom Stapel gelassen, am 4. August abgeliefert und begann ihre Jungfernreise am 25. August 1906. Sie bediente den La-Plata-Dienst im Verbund mit ihren HAPAG-Schwestern.
Ein 1914 geplanter Verkauf des Schiffes an die HADAG, bei der die Cap Vilano mit einem Prinzen-Namen in Dienst kommen sollte, scheiterte am Ausbruch des Ersten Weltkriegs. Sie war zu diesem Zeitpunkt auf dem Weg nach Südamerika und lief mit 600 Passagieren am 4. August 1914 Recife (Pernambuco) an, wo sich auch die Blücher der Hapag befand. Beide Passagierdampfer wurden dort aufgelegt. Dazu kamen noch neun weitere deutsche Schiffe.
Am 28. Oktober 1917 beschlagnahmte die brasilianische Regierung die Cap Vilano und benannte sie in Sobral um. Wie andere in Brasilien beschlagnahmte Schiffe, wurde sie 1918 der französischen Regierung zur Verfügung gestellt.

### Dienst als französischer Postdampfer
Im September 1924 wurde sie an Messageries Maritimes in Marseille verkauft, die auch schon das Schwesterschiff Cap Arcona übernommen hatte.  Sie wurde in La Seyne-sur-Mer umgebaut, mit einer Ölfeuerung versehen und in Général Metzinger umbenannt.  Die erneuerte Passagiereinrichtung bot 98 Passagieren der I. Klasse, 112 der II. Klasse und 87 der III. Klasse Platz. Dazu konnten 684 Fahrgäste im Zwischendeck transportiert werden.
Ihre erste Reise unter neuer Flagge fand am 10. September 1924 von Marseille in die Levante statt. Ab 1927 bis 1933 befuhr sie die Europa–Indochina-Linie und wechselte 1933 auf die Postlinie zu den französischen Besitzungen im Indischen Ozean.  1937 wurde sie einer neuen Linie in das Schwarze Meer zugewiesen, wo sie neben  dem Motorschiff Théophile Gautier und zwei gecharterten Schiffen zum Einsatz kam. 1938 kehrte sie wieder auf die Linie nach Réunion und Mauritius zurück.

### Das Ende des Schiffes
Während des Zweiten Weltkrieges diente die Général Metzinger als Truppentransporter.  Im Mai 1940 sollte sie Soldaten von Brest ins norwegische Namsos bringen.  Wegen einer Kollision in der Irischen See musste sie in Liverpool die eingeschifften Truppen an die Ville d´Alger abgeben.
Beim Versuch, Zivilisten oder Truppen aus Frankreich zu evakuieren, wurde sie am 11. Juni 1940 durch einen deutschen Bombenangriff auf der Reede von Le Havre in Brand gesetzt und versenkt. Der Angriff forderte wegen der Nähe zur Küste nur wenig Opfer (sechs Tote, zwei Verwundete). Das Wrack wurde 1950 gehoben und verschrottet. Einige Reste des Wracks (49° 32′ 29″ N, 0° 1′ 54″ W) sind heute noch ein Ziel für Taucher.